# Pandémie de Covid-19 au Ghana
La pandémie de Covid-19 au Ghana démarre officiellement le 12 mars 2020. À la date du 7 octobre 2022, le bilan est de 1 459 morts.

## Chronologie
Le premier cas a été constaté le 12 mars 2020. La barre des 10 cas a été atteinte le 19 mars, celle des 100 cas le 26 mars, celle des 1 000 cas le 19 avril, celle des 10 000 cas le 9 juin 2020, et celle des 100 000 cas le 23 juillet 2021.
Le premier décès est intervenu le 21 mars, le dixième le 24 avril, le centième le 27 juin 2020 et le 1 000ème le 27 août 2021.

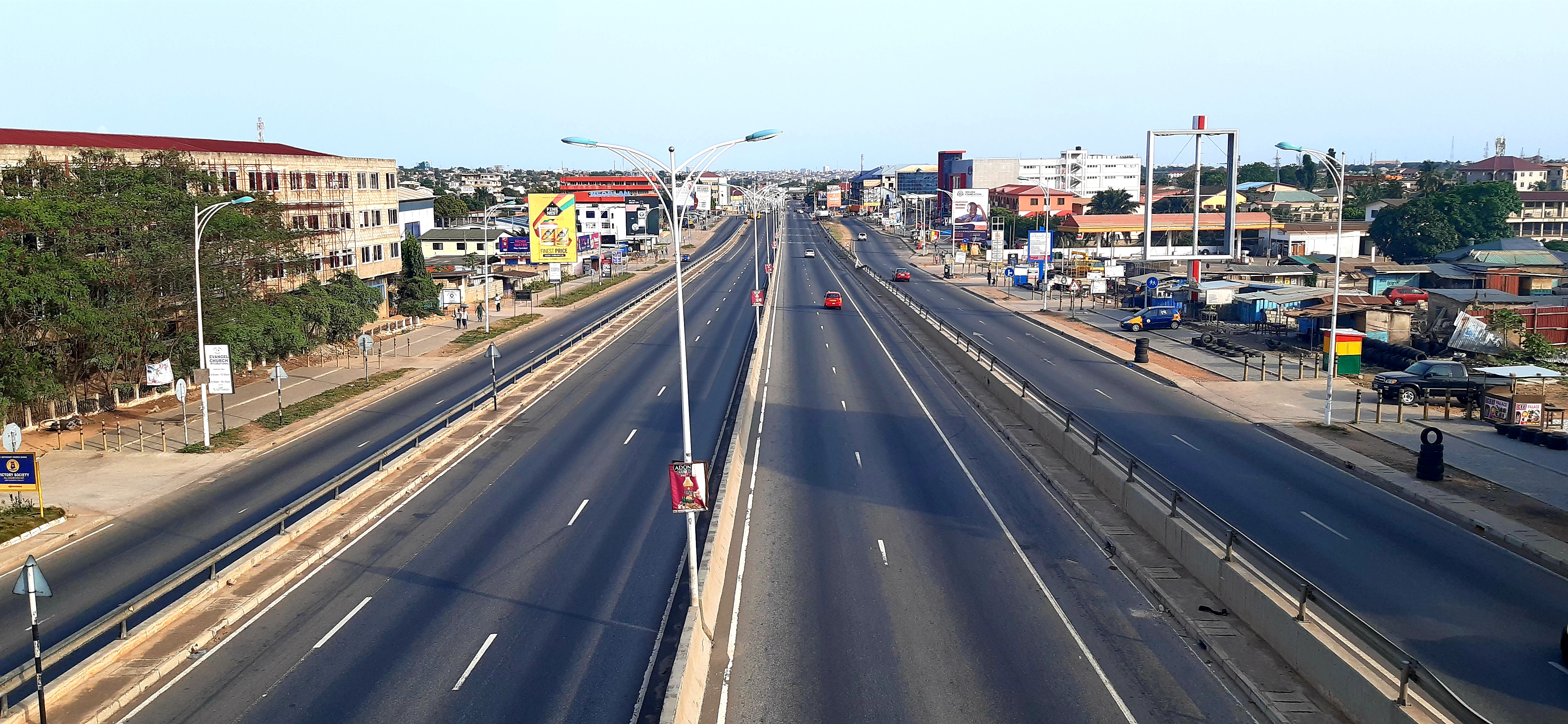
Accra le 31 mars 2020, au moment de son confinement partiel.

## Statistiques

Nombre de cas au Ghana depuis le début de l'épidémie.

Nombre de morts au Ghana depuis le début de l'épidémie.